# 小行星1792
小行星1792（1792 Reni）是一颗围绕太阳公转的小行星。1968年1月24日，柳德米拉·切爾尼赫在克里米亚发现了此天体。
該小行星以烏克蘭的城市雷尼命名。
这颗小行星的绝对星等为324.55145等。